# Tardáguila
Tardáguila – gmina w Hiszpanii, w prowincji Salamanka, w Kastylii i León, o powierzchni 24,69 km². W 2011 roku gmina liczyła 244 mieszkańców.